# Ali Sahintürk
Ali Sahintürk (* 14. August 1999 in Wien) ist ein österreichischer Fußballspieler.

## Karriere
Sahintürk begann seine Karriere beim SK Slovan-Hütteldorfer AC. Im September 2006 wechselte er zum Wiener Sportklub. Im März 2008 wechselte er in die Jugend des FK Austria Wien. Zur Saison 2011/12 wechselte er zum SK Rapid Wien, bei dem er später auch in der Akademie spielte.
Zur Saison 2015/16 schloss er sich dem First Vienna FC an. Im Februar 2016 spielte er erstmals für die fünftklassige Zweitmannschaft der Vienna. Im September 2016 debütierte er für die erste Mannschaft in der Regionalliga, als er am neunten Spieltag der Saison 2016/17 gegen die Amateure des FC Admira Wacker Mödling in der Startelf stand und in der Halbzeitpause durch Jürgen Csandl ersetzt wurde. Im März 2017 erzielte er bei einem 5:0-Sieg gegen den SC Ritzing seine ersten beiden Tore in der Regionalliga. In der Saison 2016/17 kam er insgesamt zu 16 Regionalligaeinsätzen, in denen er fünf Tore erzielte, und wurde mit der Vienna Meister.
Zur Saison 2017/18 wechselte Sahintürk zu den Amateuren des FK Austria Wien, bei dem er bereits in seiner Jugend gespielt hatte. Für die Zweitmannschaft der Austria kam er in jener Saison zu 25 Regionalligaeinsätzen, in denen er fünf Tore erzielte, und stieg mit dem Team zu Saisonende in die 2. Liga auf.
In der Saison 2018/19 kam er jedoch zu keinem Einsatz und so wechselte er zur Saison 2019/20 zum Ligakonkurrenten Floridsdorfer AC. Sein Debüt in der zweithöchsten Spielklasse gab er im September 2019, als er am siebten Spieltag jener Saison gegen den SV Lafnitz in der 85. Minute für Florian Hainka eingewechselt wurde. Für den FAC kam er bis Saisonende zu 15 Zweitligaeinsätzen. Zur Saison 2020/21 wechselte er zum Regionalligisten SV Stripfing. Für Stripfing kam er zu 30 Regionalligaeinsätzen, ehe er mit dem Team 2023 in die 2. Liga aufstieg. In dieser kam er dann aber nicht mehr zum Zug, woraufhin er den Verein im Jänner 2024 verließ. Anschließend wechselte er zum Regionalligisten FC Mauerwerk.